# Governador-geral das Índias Orientais Holandesas
O Governador-geral das Índias Orientais Holandesas (em neerlandês:  Gouverneur-generaal van Nederlands-Indië) era o máximo representante dos Países Baixos nas Índias Orientais Holandesas entre 1610 e o reconhecimento holandês da independência da Indonésia em 1949.
Os primeiros governadores-gerais foram nomeados pela Companhia Holandesa das Índias Orientais (Vereenigde Oostindische Compagnie, ou VOC). Depois da VOC ter sido extinta oficialmente em 1800, as possessões territoriais da VOC foram nacionalizadas pelo governo holandês como Índias Orientais Holandesas, colónia dos Países Baixos. Os governadores-gerais eram designados pelo governo holandês.
No período de controlo britânico (1811-16), a posição equivalente era a de Tenente-Governador (Lieutenant-Governor), e o mais notável foi Thomas Stamford Raffles. Entre 1942 e 1945, enquanto Hubertus Johannes van Mook era Governador-geral nominal, a zona esteve sob controlo japonês, e foi governada por dois governadores, em Java e Samatra. Depois de 1948, e nas negociações para a independência, a posição era a de Alto Comissário da Coroa nas Índias Orientais Holandesas.

## Lista de governadores-gerais

### Companhia Holandesa das Índias Orientais
- 1610-1614: Pieter Both
- 1614-1615: Gerard Reynst
- 1615-1619: Laurens Reael
- 1619-1623: Jan Pieterszoon Coen
- 1623-1627: Pieter de Carpentier
- 1627-1629: Jan Pieterszoon Coen
- 1629-1632: Jacques Specx
- 1632-1636: Hendrik Brouwer
- 1636-1645: Anthony van Diemen
- 1645-1650: Cornelis van der Lijn
- 1650-1653: Carel Reyniersz
- 1653-1678: Joan Maetsuycker
- 1678-1681: Rijckloff van Goens
- 1681-1684: Cornelis Speelman
- 1684-1691: Johannes Camphuys
- 1691-1704: Willem van Outhoorn
- 1704-1709: Joan van Hoorn
- 1709-1713: Abraham van Riebeeck
- 1713-1718: Christoffel van Swol
- 1718-1725: Hendrick Zwaardecroon
- 1725-1729: Mattheus de Haan
- 1729-1732: Diederik Durven
- 1732-1735: Dirk van Cloon
- 1735-1737: Abraham Patras
- 1737-1741: Adriaan Valckenier
- 1741-1743: Johannes Thedens

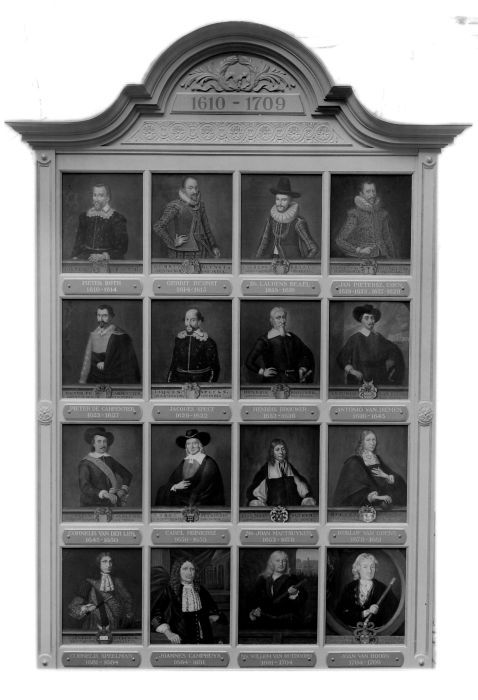
Governadores-gerais das Índias Orientais Holandesas (1610–1709).

- 1743-1750: Gustaaf Willem baron van Imhoff
- 1750-1761: Jacob Mossel
- 1761-1775: Petrus Albertus van der Parra
- 1775-1777: Jeremias van Riemsdijk
- 1777-1780: Reinier de Klerk
- 1780-1796: Willem Arnold Alting

### Índias Orientais Holandesas

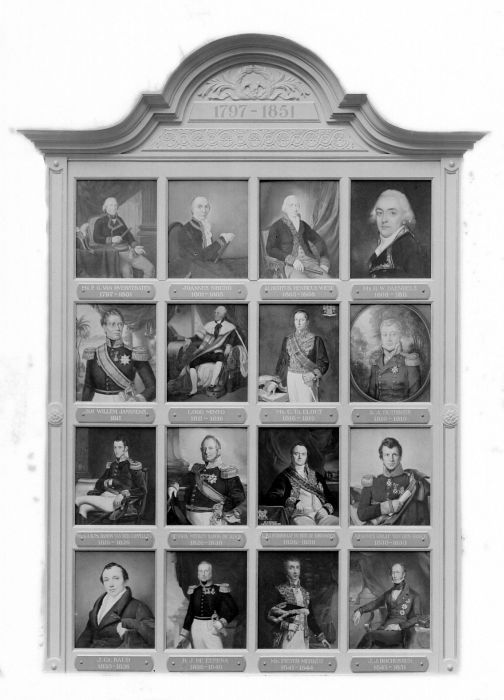
Governadores-gerais das Índias Orientais Holandesas (1797–1851).

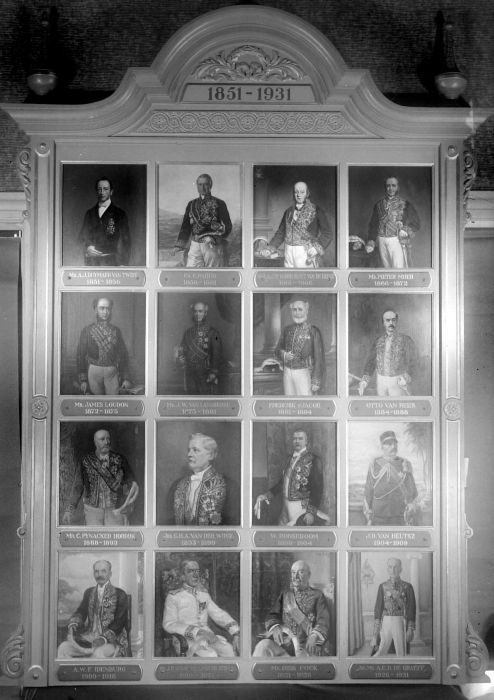
Governadores-gerais das Índias Orientais Holandesas (1851–1931).

- 1796-1801: Pieter Gerardus van Overstraten
- 1801-1805: Johannes Siberg
- 1805-1808: Albertus Henricus Wiese
- 1808-1811: Herman Willem Daendels
- 1811-1811: Jan Willem Janssens
- 1811-1816: Sob governo britânico
  - 1811: Gilbert Elliot-Murray-Kynynmound, 1.º Earl de Minto
  - 1811-1816: Thomas Stamford Raffles
  - 1816: John Fendall
- 1816-1826: G.A.G.Ph. Baron van der Capellen
- 1826-1830: L.P.J. Burggraaf du Bus de Gisignies / Hendrik Merkus de Kock
- 1830-1833: Johannes van den Bosch
- 1833-1836: Jean Chrétien Baud
- 1836-1840: Dominique Jacques de Eerens
- 1840-1841: Carel Sirardus Willem van Hogendorp
- 1841-1844: Pieter Merkus
- 1844-1845: J.C. Reijnst
- 1845-1851: Jan Jacob Rochussen
- 1851-1856: Albertus Jacobus Duymaer van Twist
- 1856-1861: Charles Ferdinand Pahud
- 1861-1866: Ludolph Anne Jan Wilt Sloet van de Beele
- 1866-1872: Pieter Mijer
- 1872-1875: James Loudon
- 1875-1881: Johan Wilhelm van Lansberge
- 1881-1884: Freserik s'Jacob
- 1884-1888: Otto van Rees
- 1888-1893: Cornelis Pijnacker Hordijk
- 1893-1899: Carel Herman Aart van Wijck
- 1899-1904: Willem Rooseboom
- 1904-1909: Johannes Benedictus van Heutsz
- 1909-1916: Alexander Willem Frederik Idenburg
- 1916-1921: Johan Paul van Limburg Stirum
- 1921-1926: Dirk Fock
- 1926-1931: Andries Cornelis Dirk de Graeff
- 1931-1936: Bonifacius Cornelis de Jonge
- 1936-1942: Alidius Warmoldus Lambertus Tjarda van Starkenborgh Stachouwer
- 1942-1948: Hubertus Johannes van Mook
- 1942-1945: Sob controlo japonês
  - Governadores militares de Java:
    - Março  - novembro de 1942: Hitoshi Imamura
    - Novembro de 1942 - novembro de 1944: Kumashaki Harada
    - Novembro de 1944 - setembro de 1945: Shigeichi Yamamoto

  - Gobernadores militares de Sumatra:
    - Março - julho de 1942: Tomoyuki Yamashita (Tigre de Malaya)
    - Julho de 1942 - abril de 1943: Yaheita Saito
    - Abril de 1942 - agosto de 1945: Moritake Tanabe
- 1948-1949: Louis Beel (alto comissário)
- 1949: A.H.J. Lovink (alto comissário)